# Rhizopulvinaria nevesi
Rhizopulvinaria nevesi är en insektsart som först beskrevs av Gómez-menor Ortega 1946.  Rhizopulvinaria nevesi ingår i släktet Rhizopulvinaria och familjen skålsköldlöss.
Artens utbredningsområde är Spanien. Inga underarter finns listade i Catalogue of Life.